# Johnny Mølby
Johnny Mølby (Kolding, 1969. február 4. –) Európa-bajnok dán válogatott labdarúgó, középpályás és edző.

## Pályafutása

### Klubcsapatban
1987 és 1992 között a Vejlében játszott. 1992-ben 11 mérkőzésen lépett pályára a francia Nantes együttesében. 1992 és 1993 között a Borussia Mönchengladbach játékosa volt. 1994-től 1996-ig a belga Mechelent erősítette. Az 1996–97-es szezonban az AaB labdarúgója volt. 1997 és 2000 között az Aarhusban játszott.  

### A válogatottban
1989 és 1993 között 16 alkalommal szerepelt a dán válogatottban. Tagja volt az 1992-es Európa-bajnokságon győztes válogatott keretének.

## Sikerei, díjai
Dánia
- Európa-bajnok (1): 1992